# Championnats d'Océanie d'athlétisme 2010
Navigation
Édition précédente Édition suivante
Les 10es championnats d'Océanie d'athlétisme ont eu lieu en 2010 à Cairns en Australie. Ils ont été organisés par l'Oceania Athletics Association (OAA) et ont regroupé des athlètes de 23 nations différentes autour de 81 épreuves, 21 pour les hommes et 21 pour les femmes dans deux catégories distinctes : les sénior et les espoirs (- de 20 ans ou 20 ans). Les épreuves se sont déroulées du 23 au 25 septembre.

## Table des médailles
Ne sont comptés dans la table des médailles que les nations ayant 3 athlètes participants ou plus :
| Rang | Nation                    | Or | Argent | Bronze | Total |
| ---- | ------------------------- | -- | ------ | ------ | ----- |
| 1    | Australie                 | 12 | 12     | 7      | 31    |
| 2    | Papouasie-Nouvelle-Guinée | 6  | 6      | 9      | 20    |
| 3    | Nouvelle-Zélande          | 6  | 6      | 4      | 16    |
| 4    | Nouvelle-Calédonie        | 2  | 0      | 2      | 4     |
| 5    | Polynésie française       | 1  | 2      | 2      | 5     |
| 6    | Samoa                     | 1  | 1      | 1      | 3     |
| 7    | Indonésie (invitée)       | 1  | 1      | 0      | 2     |
| 8    | Fidji                     | 1  | 0      | 1      | 2     |
| 9    | Kiribati                  | 0  | 1      | 0      | 1     |
| 10   | Vanuatu                   | 0  | 0      | 2      | 2     |
| 11   | Nauru                     | 0  | 0      | 1      | 1     |

## Résultats

### Hommes
| Épreuve               | Or                                                                        | Or                  | Argent                                                             | Argent         | Bronze                                                                   | Bronze         |
| 100 mètres            | Liam Gander                                                               | 10 s 60             | Nelson Stone                                                       | 10 s 61        | Isaac Tatoa                                                              | 10 s 96        |
| 200 mètres            | Nelson Stone                                                              | 21 s 09 (CR, NR)    | Liam Gander                                                        | 21 s 43        | Epeli Kavarua                                                            | 21 s 83        |
| 400 mètres            | Sean Wroe                                                                 | 46 s 62 (CR)        | Nelson Stone                                                       | 47 s 06        | Wala Gime                                                                | 48 s 39        |
| 800 mètres            | Jeremy Roff                                                               | 1 min 51 s 60       | Tim Hawkes                                                         | 1 min 53 s 24  | Arnold Sorina                                                            | 1 min 53 s 37  |
| 1 500 mètres          | Jeremy Roff                                                               | 3 min 41 s 91 (CR)  | Aniel Smith                                                        | 3 min 57 s 20  | Michael Roger                                                            | 3 min 58 s 73  |
| 5 000 mètres          | Jeffrey Hunt                                                              | 14 min 41 s 97 (CR) | Kupsy Bisamo                                                       | 16 min 02 s 71 | Francky Maraetaata                                                       | 16 min 07 s 63 |
| 10 000 mètres         | Francky Maraetaata                                                        | 33 min 16 s 22 (CR) | Kupsy Bisamo                                                       | 33 min 21 s 16 | Philipe Nausien                                                          | 34 min 35 s 47 |
| 110 mètres haies      | Greg Eyears                                                               | 14 s 20 (CR)        | Daniel Small                                                       | 15 s 71        | Xavier Fenuafanote                                                       | 15 s 97        |
| 400 mètres haies      | Daniel O'Shea                                                             | 51 s 68             | Mowen Boino                                                        | 51 s 84        | Wala Gime                                                                | 52 s 36        |
| 3 000 mètres steeple  | Sapolai Yao                                                               | 10 min 0 s 07       | Skene Kiage                                                        | 10 min 16 s 95 |                                                                          |                |
| Relais 4 × 100 mètres | Fidji Beniamino Maravu Laisiasa Tuisawau Epeli Kavarua Banuve Tabakaucoro | 42 s 02             | Nouvelle-Zélande Nick Ash Michael Wilson Daniel O'Shea Isaac Tatoa | 42 s 20        | Australie Jay Stone Greg Eyears Cameron Clayton James Roff Daniel Small* | 43 s 05        |
| Saut en hauteur       | Josh Hall                                                                 | 2,20 m (CR)         | David Birati                                                       | 1,93 m (NR)    | Norman Tse                                                               | 1,93 m         |
| Saut en longueur      | Frédéric Erin                                                             | 7,70 m              | Raihau Maiau                                                       | 7,64 m         | Norman Tse                                                               | 6,97 m         |
| Triple saut           | Frédéric Erin                                                             | 15,45 m (CR)        | Mong Tavol                                                         | 14,35 m        | Todd Swanson                                                             | 14,06 m        |
| Lancer du poids       | Scott Martin                                                              | 19,55 m (CR)        | Dale Stevenson                                                     | 19,41 m        | Emanuele Fuamatu                                                         | 16,54 m        |
| Lancer du disque      | Marshall Hall                                                             | 51,53 m             | Kerisiano Tongalea                                                 | 49,48 m        | Daniel Kilama                                                            | 46,02 m        |
| Lancer du marteau     | Tim Driesen                                                               | 66,59 m (CR)        | Simon Wardhaugh                                                    | 66,11 m        | Thomas McGuire                                                           | 48,45 m        |
| Lancer du javelot     | Leslie Copeland                                                           | 75,08 m (CR)        | Ben Langton-Burnell                                                | 60,38 m        |                                                                          |                |

* Coureur n'ayant participé qu'aux qualifications

### Femmes
| Épreuve                      | Or                                                                        | Or                | Argent                                                          | Argent         | Bronze                                                                      | Bronze        |
| 100 mètres                   | Toea Wisil                                                                | 11 s 85           | Rochelle Coster                                                 | 11 s 93        | Sarah Busby                                                                 | 12 s 03       |
| 200 mètres                   | Toea Wisil                                                                | 23 s 63           | Kendra Hubbard                                                  | 24 s 51        | Helen Philemon                                                              | 25 s 12       |
| 400 mètres                   | Pirrenee Steinert                                                         | 53 s 63 (CR)      | Betty Burua                                                     | 54 s 33        | Salome Dell                                                                 | 54 s 49       |
| 800 mètres                   | Salome Dell                                                               | 2 min 7 s 55 (CR) | Alice Platten                                                   | 2 min 8 s 43   | Betty Burua                                                                 | 2 min 15 s 09 |
| 1 500 mètres                 | Salome Dell                                                               | 4 min 38 s 58     |                                                                 |                |                                                                             |               |
| 100 mètres haies             | Andrea Miller                                                             | 13 s 55 (CR)      | Dedeh Erawati                                                   | 13 s 84        | Rochelle Coster                                                             | 14 s 67       |
| 400 mètres haies             | Lisa Spencer                                                              | 60 s 58           | Cara White                                                      | 66 s 25        | Lauren McAdam                                                               | 66 s 85       |
| 3 000 mètres steeple         | Sarah McSweeney                                                           | 11 min 14 s 44    |                                                                 |                |                                                                             |               |
| Relais 4 × 100 mètres        | Papouasie-Nouvelle-Guinée Mae Koime Toea Wisil Betty Burua Helen Philemon | 46 s 86 (CR)      | Australie Kendra Hubbard Alice Platten Lisa Spencer Sarah Busby | 47 s 33        | Nouvelle-Zélande Lauren Wilson Rebecca Gibson Rochelle Coster Andrea Miller | 48 s 33       |
| Saut en hauteur              | Elizabeth Lamb                                                            | 1,80 m (CR)       | Ellen Pettitt                                                   | 1,74 m         | Tara Strano                                                                 | 1,71 m        |
| Saut en longueur             | Marissa Pritchard                                                         | 5,81 m            | Terani Faremiro                                                 | 5,62 m         | Helen Philemon                                                              | 5,60 m        |
| Triple saut                  | Katie Cox                                                                 | 12,33 m           | Nneka Okpala                                                    | 12,21 m        | Terani Faremiro                                                             | 11,14 m       |
| Lancer du poids              | Margaret Satupai                                                          | 15,95 m (NR)      | Joanne Mirtschin                                                | 15,42 m        | Nina Grundler                                                               | 9,59 m        |
| Lancer du disque             | Beatrice Faumuina                                                         | 58,32 m (CR)      | Margaret Satupai                                                | 51,42 m (NR)   | Merewarihi Vaka                                                             | 47,23 m       |
| Lancer du marteau            | Bronwyn Eagles                                                            | 62,99 m (CR)      | Gabrielle Neighbour                                             | 62,10 m        | Karyne Di Marco                                                             | 61,89 m       |
| Lancer du javelot            | Karen Clarke                                                              | 48,82 m           |                                                                 |                |                                                                             |               |
| 10 000 mètres marche (route) | Nicole Fagan                                                              | 52 min 31 s 00    | Roseanne Robinson                                               | 53 min 43 s 00 |                                                                             |               |

Durant les championnats, les athlètes ont également concourus dans des épreuves combinées tels l'heptathlon, l'octathlon,  et le décathlon ainsi que des épreuves de relais mixte aux distances variées, lesquelles épreuves ne sont pas détaillées ici.